# Pochwiak grzybolubny

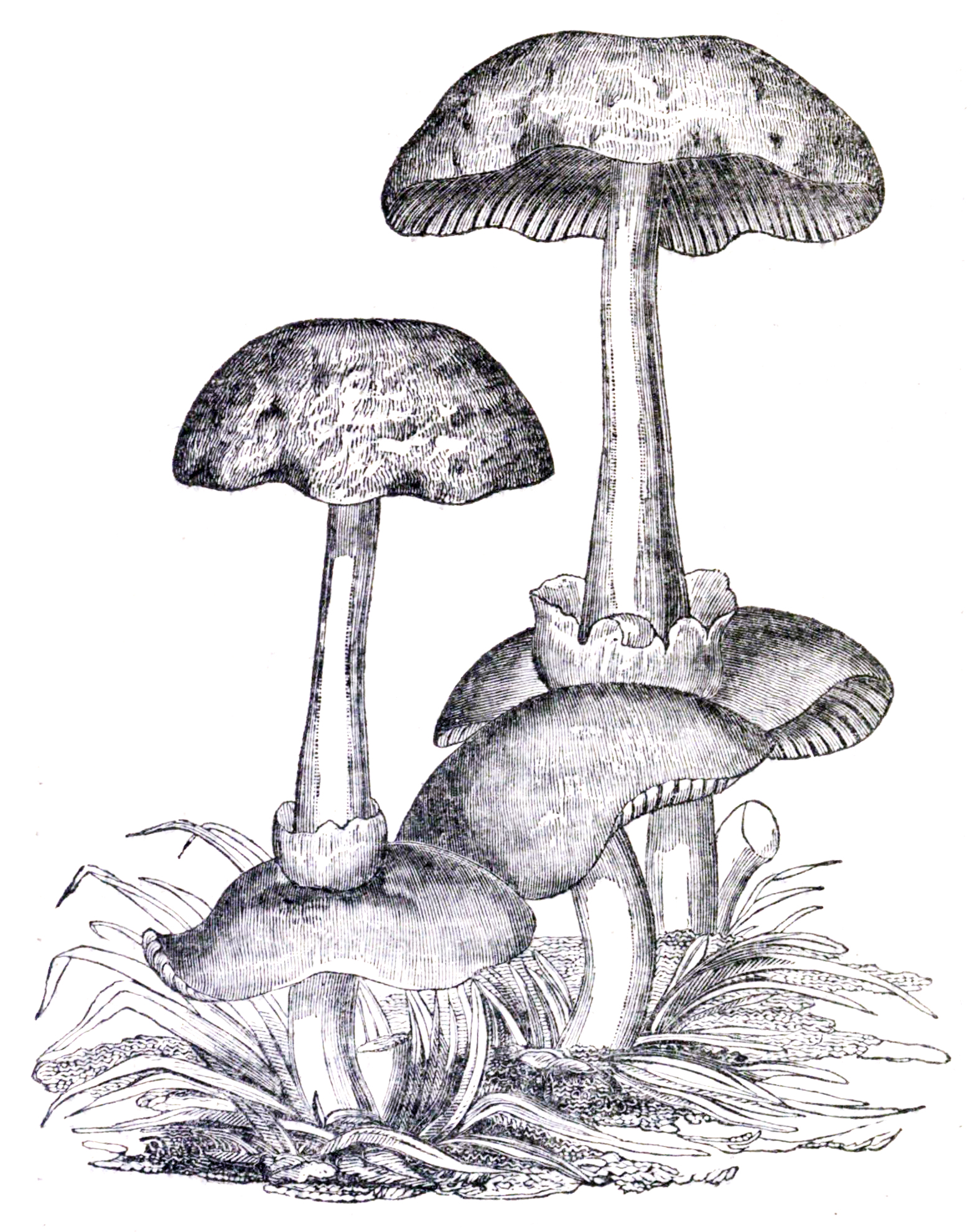
Pochwiaki grzybolubne rosnące na owocnikach innych grzybów

Pochwiak grzybolubny, pochwiak pasożytniczy (Volvariella surrecta (Knapp) Singer) – gatunek grzybów z rodziny łuskowcowatych (Pluteaceae).

## Systematyka i nazewnictwo
Pozycja w klasyfikacji według Index Fungorum: Volvariella, Pluteaceae, Agaricales, Agaricomycetidae, Agaricomycetes, Agaricomycotina, Basidiomycota, Fungi.
Po raz pierwszy opisał go w 1829 r. John Leonard Knapp, nadając mu nazwę Agaricus surrectus. Obecną nazwę nadał mu w 1949 r. Rolf Singer. Ma 7 synonimów. Niektóre z nich:
- Volvaria surrecta (Knapp) Ramsb. 1942
- Volvariella loveiana (Berk.) Michael & Hennig 1964

Alina Skirgiełło w 1999 r. nadała mu polską nazwę pochwiak pasożytniczy, Władysław Wojewoda w 2003 r. zarekomendował nazwę pochwiak grzybolubny.

## Morfologia
Kapelusz
O średnicy 3–5(–8) cm, początkowo prawie kulisty, potem półkulisty, na koniec płaskowypukły, czasami z wklęsłością na środku. Powierzchnia u młodych okazów biała, u starszych nieco ciemniejsza, czasem z różowawym odcieniem, zwłaszcza na środku, jedwabiście błyszcząca i pokryta promieniście ułożonymi, przylegającymi włókienkami. Brzeg dłuższy od blaszek.
Blaszki
Gęste, cienkie, wolne, o szerokości do 1 cm, początkowo białe, potem różowołososiowe z brązowym odcieniem. Ostrza jaśniejsze.
Trzon
Wysokość 3–6 cm, grubość 0,4–0,9 cm, walcowaty z rozszerzoną podstawą, pełny. Powierzchnia u młodych okazów biała, szybko jednak zmieniająca barwę na jasnopłową, zwłaszcza w dolnej części, w górnej delikatnie omszona. Pochwa workowata, o szerokości do 1 cm, początkowo biaława, z czasem ciemniejsza, pękająca na 2–3 płaty.
Miąższ
W kapeluszu i w trzonie biały, tylko u podstawy trzonu nieco żółtobrązowy. Ma słaby zapach grzybowy i łagodny smak.
Wysyp zarodników
Różowawy.
Cechy mikroskopowe
Zarodniki 4,7–7 × 3–5 µm, o kształcie od elipsoidalnego do wydłużonego jajowatego. Cheilocystydy i pleurocystydy 50–90 × 10–30 µm, workowato-maczugowate lub wrzecionowato-pęcherzykowate, czasami z wydłużonymi szczytami. Skórka kapelusza zbudowana cylindrycznych, septowanych, gładkościennych strzępek, których poszczególne komórki mają wymiary 100–500 × 10 µm i pozbawione są barwnika.
Gatunki podobne
Specyficzne miejsce rozwijania się owocników pochwiaka grzybolubnego łatwo pozwala na odróżnienie tego gatunku. Mikroskopowo odróżnia się drobnymi zarodnikami.

## Występowanie i siedlisko
Najwięcej stanowisk podano w Europie i Ameryce Północnej, nieliczne także w Azji, Afryce i na Nowej Zelandii. Jest rzadki. W Polsce Władysław Wojewoda w 2003 r. przytoczył 2 stanowiska, w późniejszych latach podano wiele następnych. Aktualne stanowiska podaje także internetowy atlas grzybów. Znajduje się w nim na liście gatunków zagrożonych i wartych objęcia ochroną.
Grzyb nagrzybny, pasożyt i saprotrof występujący w lasach liściastych i iglastych na żywych lub martwych okazach innych grzybów, głównie z rodziny gąskowatych. Notowany na starych okazach lejkówki szarawej (Clitocybe nebularis) i białolejkówki buławotrzonowej (Clitocybe clavipes).